# Casa dei Milelli
La Casa dei Milelli è una storico edificio di Ajaccio in Corsica.

## Storia
La casa venne eretta durante il XVII secolo. La dimora venne data in lascito ai gesuiti da Paolo Emilio Odone. La sorella di questi, Virginia Odone, sposò nel 1657 Carlo Maria Bonaparte, bisavolo di Napoleone. In seguito all'espulsione dei gesuiti decretata da Luigi XV nel 1773, i beni di Paolo Emilio Odone vennero reclamati dalla famiglia Bonaparte, che rientrarono in possesso della casa nel 1785, utilizzandola come casa di campagna. Parte del terreno venne destinata all'orto i cui frutti sostenevano la famiglia.
La casa è classata quale monumento storico dal 14 febbraio 1958.

## Descrizione
Di pianta quadrata, l'edificio è costituito da un piano di cantine con soffitti a volta, un piano rialzato e due livelli superiori divisi in tre o quattro stanze ciascuno.